# Nizzai szerződés
A nizzai szerződést 2001. február 26-án írták alá az Európai Unió akkori tagállamai, és 2003. február 1-jén lépett hatályba. Kiegészítette a maastrichti szerződést (az Európai Unióról szóló szerződést) és a római szerződést (Európai Gazdasági Közösséget létrehozó szerződést). A nizzai szerződés megújította az Unió intézményrendszerét, hogy az a tervezett bővítések után is működőképes legyen. Ezt az amszterdami szerződéssel akarták biztosítani, de annak megkötésekor nem jártak sikerrel.
A hatályba lépés egy ideig kétséges volt, miután az ír népszavazás 2001 júniusában elutasította. A népszavazást egy évvel később megismételték, ahol a szavazók elfogadták a szerződést.

## A szerződés intézkedései
A nizzai szerződés megváltoztatta a szavazás rendszerét a Tanácsban. Az új rendszerben a szavazás sikerességéhez szükséges:
- a tagországok legalább felének (egyes kérdésekben kétharmadának)
- a szavazatok legalább 74%-ának
- a népesség legalább 62%-ának

az egyetértése.
A szerződés az Unió bővítése után 732-re emelte képviselői helyek számát az Európai Parlamentben
Csökkentette az Európai Bizottság tagjainak számát. Elrendelte, hogy amint az Európai Unió tagállamainak száma eléri a 27-et, a biztosok száma kevesebb legyen a tagállamok számánál. A módosítás 27. tagállam csatlakozása utáni első Bizottság hivatalba lépésének időpontjától lép érvénybe.
A szerződés tartalmazott intézkedéseket az Európai Szén- és Acélközösséget létrehozó szerződés lejártának pénzügyi következményeivel kapcsolatban.